# Catedral de Durham
A Igreja Catedral de Cristo, da Virgem Maria e de São Cuteberto de Durham, conhecida simplesmente como Catedral de Durham, é uma catedral da cidade de Durham, na Inglaterra, sé do bispo anglicano de Durham. O bispado existe desde 995 e a atual catedral começou a ser construída em 1093. Ela é considerada um dos mais belos exemplares da arquitetura normanda e ter sido apontada como um Patrimônio Mundial da Humanidade pela UNESCO, juntamente com o vizinho Castelo de Durham, que fica de frente do outro lado do chamado "Palace Green".
A catedral atual substituiu a "Igreja Branca" (em grego:  White Church), do século X, construída como parte de um mosteiro para abrigar o santuário de São Cuteberto de Lindisfarena. O tesouro da moderna catedral inclui as relíquias de São Cuteberto, a cabeça de santo Osvaldo da Nortúmbria e os restos do Venerável Beda. Além disso, sua biblioteca contém uma das mais completas coleções de antigos livros impressos da Inglaterra, os registros monásticos anteriores à dissolução e três cópias da Magna Carta.
A Catedral de Durham ocupa uma posição estratégica num alto promontório acima do rio Wear. Entre 1080 e o século XIX, o bispado detinha os poderes de um bispo palatino, acumulando além da liderança religiosa, funções militares e a residência do bispo era o Castelo de Durham. O sé de Durham é a quarta mais importante na hierarquia da Igreja da Inglaterra e o bispo de Durham fica à direita do monarca nas coroações. Até hoje as placas de rua do Condado de Durham trazem a legenda "Land of the Prince Bishops" ("Terra dos bispos-príncipes").
Diariamente ocorrem serviços religiosos na catedral, com o coro se apresentando todos os dias menos às segundas ou durante o período de férias do grupo. A catedral é uma das maiores atrações turísticas da região e sua torre, com 66 metros de altura, oferece uma vista espetacular de Durham e sua vizinhança.

## História

### Período saxônico
A sé de Durham se originou da Diocese de Lindisfarena, fundada por são Edano de Lindisfarne a pedido de são Osvaldo da Nortúmbria por volta de 635. Em 664, deixou de existir e foi transladada para Iorque. Em 678, foi reinstalada em Lindisfarena pelo arcebispo de Cantuária. Entre os muitos santos oriundos da comunidade do Priorado de Lindisfarena, São Cuteberto, que foi bispo da cidade entre 685 e 687, é central para a história da Catedral de Durham.
Depois de repetidos raides viquingues, os monges finalmente deixaram Lindisfarena em 875 carregando consigo as relíquias de São Cuteberto. A diocese da cidade permaneceu itinerante até 882, quando a comunidade se assentou em Chester-le-Street, onde permaneceu o trono episcopal até 995, quando novas incursões novamente obrigaram os monges a fugirem com as relíquias. De acordo com uma lenda local (sobre a "vaca marrom"), os monges seguiram duas ordenhadoras que estavam procurando uma vaca marrom e acabaram numa península formada por um meandro do rio Wear. Ali, o caixão de Cuteberto se tornou imovível, um sinal de que um novo santuário deveria ser construído ali. Razões mais prosaicas para a seleção do local incluem sua posição muito defensável e a proteção à comunidade oferecida pelo conde da Nortúmbria (em inglês:  earl), que era parente do bispo na época, Alduno. Até hoje, a rua que sai de "The Bailey" e passa pelas torres da fachada leste da catedral até os jardins do castelo é chamada de "Dun Cow Lane" ("Via da Vaca Marrom").
Num primeiro momento, uma estrutura temporária muito simples foi construída com madeira local para abrigar as preciosas relíquias de Cuteberto. O santuário foi depois transferido para um edifício mais robusto, provavelmente de madeira, conhecido como "Igreja Branca". Esta igreja foi substituída, três anos depois, por um edifício de pedra também conhecido como "Igreja Branca",  cuja construção terminou em 1018 (com exceção da torre). Durham logo se transformou num centro de peregrinação por causa das relíquias de São Cuteberto. O rei Canuto, o Grande, foi um dos primeiros peregrinos, concedendo muitos privilégios e presenteando a comunidade com grandes pedaços de terra. A posição defensável, o influxo de dinheiro dos peregrinos e o poder representado pela Igreja em Durham asseguraram que a formação de uma cidade em torno da catedral, o centro da moderna cidade de Durham.

### Período normando

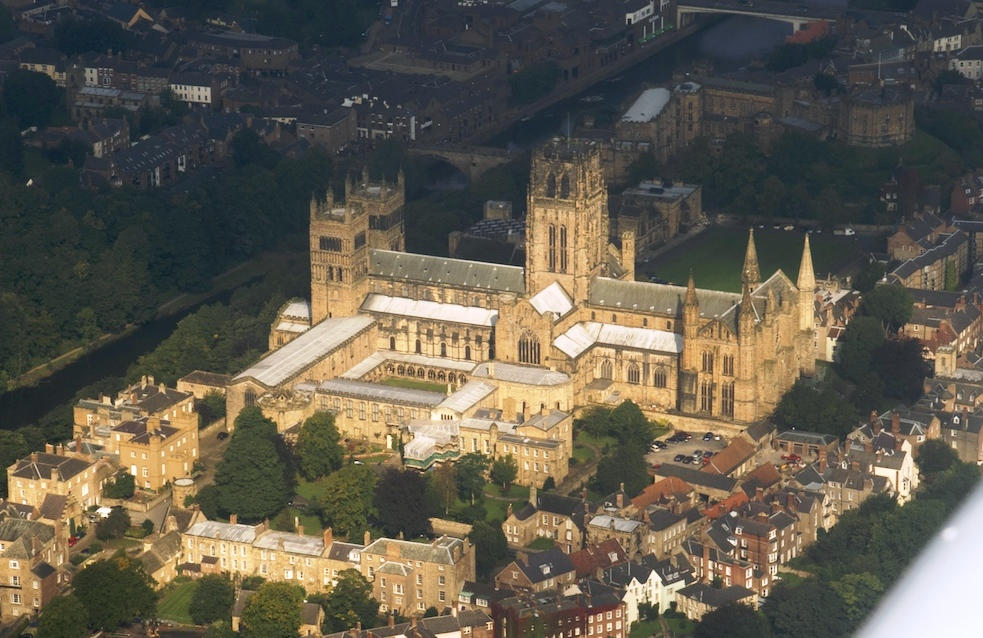
Vista aérea da Catedral e do Castelo de Durham, ambos parte de um mesmo sítio eleito Patrimônio Mundial da Humanidade pela UNESCO

A moderna catedral foi projetada e construída sob o comando de Guilherme de St. Carilef (ou "Guilherme de Calais"), que foi nomeado primeiro bispo palatino por Guilherme, o Conquistador em 1080. Desde então, muitas ampliações e reconstruções alteraram significativamente partes do edifício, mas grande parte dele continua fiel ao projeto normando. A construção da catedral começou em 1093 com a porção leste. O coro foi completado em 1096 e o trabalho prosseguiu com as paredes da nave, terminadas em 1128, e seu teto abobadado, completado em 1135. A casa capitular, demolida no século XVIII, foi construída entre 1133 e 1140 e ali estão enterrados três bispos da sé: o próprio Guilherme, Ranulfo Flambardo, seu sucessor, e Hugo de Puiset. O bispo Guilherme morreu em 1099, antes do final da obra, e Ranulfo  recebeu a incumbência de termina-la. A entrada principal da catedral está localizada na fachada norte, de frente para o Castelo de Durham.
Na década de 1170, o bispo Hugo de Puiset acrescentou a "Capela Galileia" na parte oeste da catedral depois de um começo ruim nas obras do lado leste por conta de rachaduras e desabamentos. Com cinco corredores, ocupava a posição de um pórtico e funcionava como uma capela dedicada à Virgem Maria ("Lady Chapel"), cujo altar bloqueava sua grande porta oeste durante a Idade Média (atualmente, ela está bloqueada pelo túmulo do bispo Langley). É ali também que estão as relíquias do Venerável Beda. 
Em 1228, Ricardo le Poore, que trabalhava na construção da Catedral de Salisbúria, um edifício em gótico, foi contratado. Na época, o lado leste precisava de reparos urgentes e uma ampliação ali já havia fracassado antes. O resultado foi a construção da "Capela dos Nove Altares". As torres também são do início do século XIII< mas a central foi danificada por um raio e acabou sendo substituída por outra no século XV.
O "Santuário de São Cuteberto" estava localizado na abside leste da catedral (cujo antigo traçado da parede interna ainda se vê no pavimento). Porém, ele foi destruído por ordem de Henrique VIII em 1538 e a riqueza do mosteiro foi tomada pelo rei. O corpo do santo foi exumado e, segundo a obra anônima "Ritos de Durham", encontrava-se incorrupto. Ele foi re-enterrado sob uma lápide simples, hoje gasta pelos joelhos dos fieis, e apenas o pavimento à volta dela é original. Dois anos depois, em 31 de dezembro de 1540, o mosteiro beneditino de Durham foi dissolvido e o último prior de Durham - Hugo Whitehead - tornou-se o primeiro deão do capítulo secular da catedral. Em 1593, o autor anônimo dos "Ritos" escreveu:
| “ | Estima-se que era um dos mais suntuosos de toda Inglaterra, tão grandiosos os presentes e jóias ofertados e infindáveis os milagres forjados ali, mesmo nestes anos derradeiros. | ” |
|   | — Ritos de Durham. |   |

### Século XVII
Depois da Batalha de Dunbar, em 3 de setembro de 1650, a catedral foi utilizada por Oliver Cromwell como prisão temporária para deter prisioneiros de guerra escoceses. Estima-se que pelo menos 3 000 foram presos ali, dos quais pelo menos 1 700 morreram no local por causa das condições desumanas a que foram submetidos, sem comida, água ou aquecimento. Os prisioneiros destruíram a maior parte do madeiramento da catedral para alimentar fogueiras, mas o "Relógio do Prior Castell", com uma imagem de um cardo escocês, foi poupado. Acredita-se que os mortos foram enterrados em covas coletivas e os sobreviventes, vendidos como escravos nos Estados Unidos.

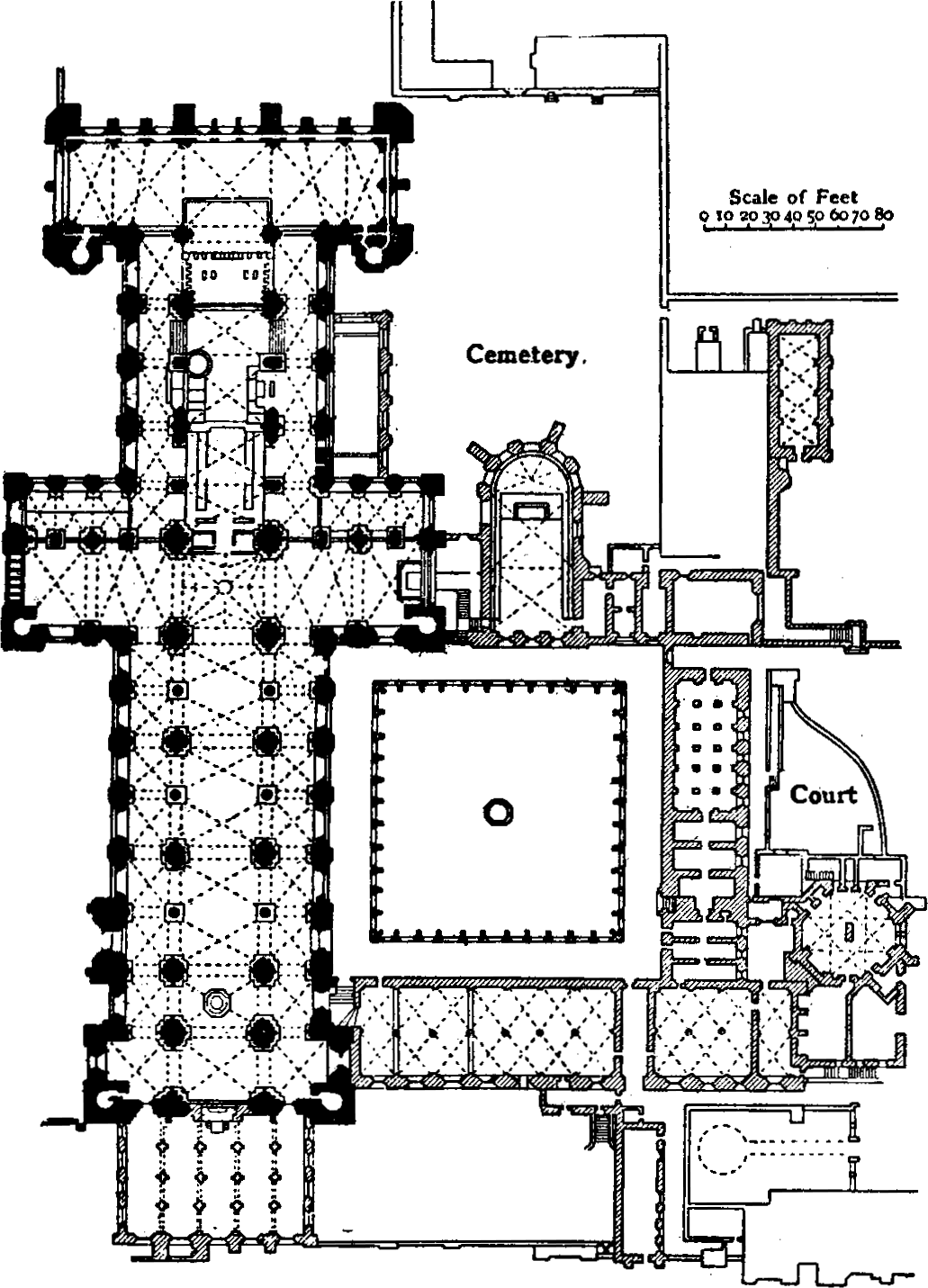
Planta baixa da Catedral de acordo com a Enciclopédia Britânica (1911)

O bispo John Cosin, que tinha sido cônego na catedral, deu início às obras de reparação dos danos e à renovação do edifício com novos bancos no coro, uma mesa de leitura ("litany desk") e uma nova cobertura na torre. Foi também acrescentado um novo painel de carvalho para sustentar o órgão, em substituição de um outro painel de pedra que foi removido no século XVI. O deão da igreja, John Subdury, fundou uma biblioteca de livros antigos sobre as ruínas do antigo refeitório.

### 1700—1900
No século XVIII, os deões de Durham geralmente detinham outras posições no sul da Inglaterra e, depois de permanecer o período estatutário de residência, mudavam da região para cuidar de outros assuntos. Por consequência, depois da reforma de Cosin, pouco se fez para restaurar ou reformar o edifício. Quando a obra recomeçou, o resultado não foi bom. Em 1773, o arquiteto George Nicholson, responsável pela Ponte Prebend sobre o Wear, convenceu o deão a deixá-lo suavizar a maior parte da cantaria da catedral, o que alterou consideravelmente seu estilo.
O arquiteto James Wyatt piorou a situação demolindo metade da casa capitular, alterando a cantaria do lado leste e inserindo uma rosácea supostamente fiel à que existia ali no século XIII. Wyatt queria demolir a Capela Galileia, mas o deão, John Cornwallis, retornou bem a tempo de evitar o desastre, pois o chumbo já estava sendo retirado do telhado.
A restauração da torre da catedral entre 1854 e 1859 foi obra de Sir George Gilbert Scott com a ajuda de Edward Robert Robson, que seria o arquiteto encarregado da catedral por seis anos. Em 1858, Anthony Salvin restaurou o claustro.

### Século XX
Em 1986, a catedral e o castelo vizinho tornaram-se, em conjunto, um Patrimônio Mundial da Humanidade. O comitê da UNESCO classificou a catedral nos critérios C (ii) (iv) (vi), acrescentando que "A Catedral de Durham é o maior e mais perfeito monumento do estilo arquitetônico 'normando' na Inglaterra". 

## Arquitetura
O edifício é notável pelas abóbadas de cruzaria do telhado da nave, que resultam do cruzamento de arcos ogivais. Os arcos assentam sobre conjuntos de pilares delgados em alternância com colunas monumentais, sendo também suportados por arcobotantes e pilares ocultos no trifório sobre as naves laterais. Embora o edifício seja na generalidade românico, estas características aparentam ser precursoras da arquitetura gótica do norte de França e que só se desenvolveria algumas décadas mais tarde, sem dúvida por influência dos pedreiros normandos. O domínio do arco ogival e da abóbada de cruzaria fez com que se tornasse possível executar plantas cada vez mais complexas e elaboradas. A introdução dos arcobotantes permitiu a construção de edifícios de maior altura e a abertura de janelas de grande dimensão nos seus intervalos. 
O túmulo de São Cuteberto está na ala leste e é ainda hoje um local de peregrinação dos fieis.